# Dexter (Fernsehserie)

Dexter-Logo 2006

Dexter ist eine US-amerikanische Krimi- bzw. Dramaserie mit Elementen des schwarzen Humors. Michael C. Hall spielt den Serienmörder Dexter Morgan, der beim Miami Metro Police Department als Forensiker in der Blutspurenanalyse arbeitet und in seiner Freizeit Selbstjustiz übt. Die Serie basiert auf dem Buch Darkly Dreaming Dexter (deutscher Titel: Des Todes dunkler Bruder) von Jeff Lindsay.
Es wurden acht Staffeln produziert, die in den Vereinigten Staaten von 2006 bis 2013 ausgestrahlt und mit dem Serienfinale am 22. September abgeschlossen wurden. Die beliebte Serie bescherte dem US-Sender Showtime mehrfach Rekordquoten.
Im Herbst 2021 wurde Dexter um eine zehn Folgen umfassende neunte Staffel mit dem Namen Dexter: New Blood ergänzt. Die Miniserie, die in Deutschland über den Pay-TV-Anbieter Sky verfügbar ist, spielt zehn Jahre nach dem Ende der Mutterserie in der fiktiven Stadt Iron Lake im US-Bundesstaat New York und wurde ab dem 7. November 2021 auf Showtime ausgestrahlt. Dexter Morgan wird weiterhin von Michael C. Hall verkörpert.
Von Dezember 2024 bis Februar 2025 wurde das Prequel Dexter: Original Sin ausgestrahlt.
Am 11. Juli 2025 startete die Veröffentlichung von Dexter: Wiedererwachen. Es handelt sich um die Fortsetzung der Serien Dexter und Dexter: New Blood.

## Handlung

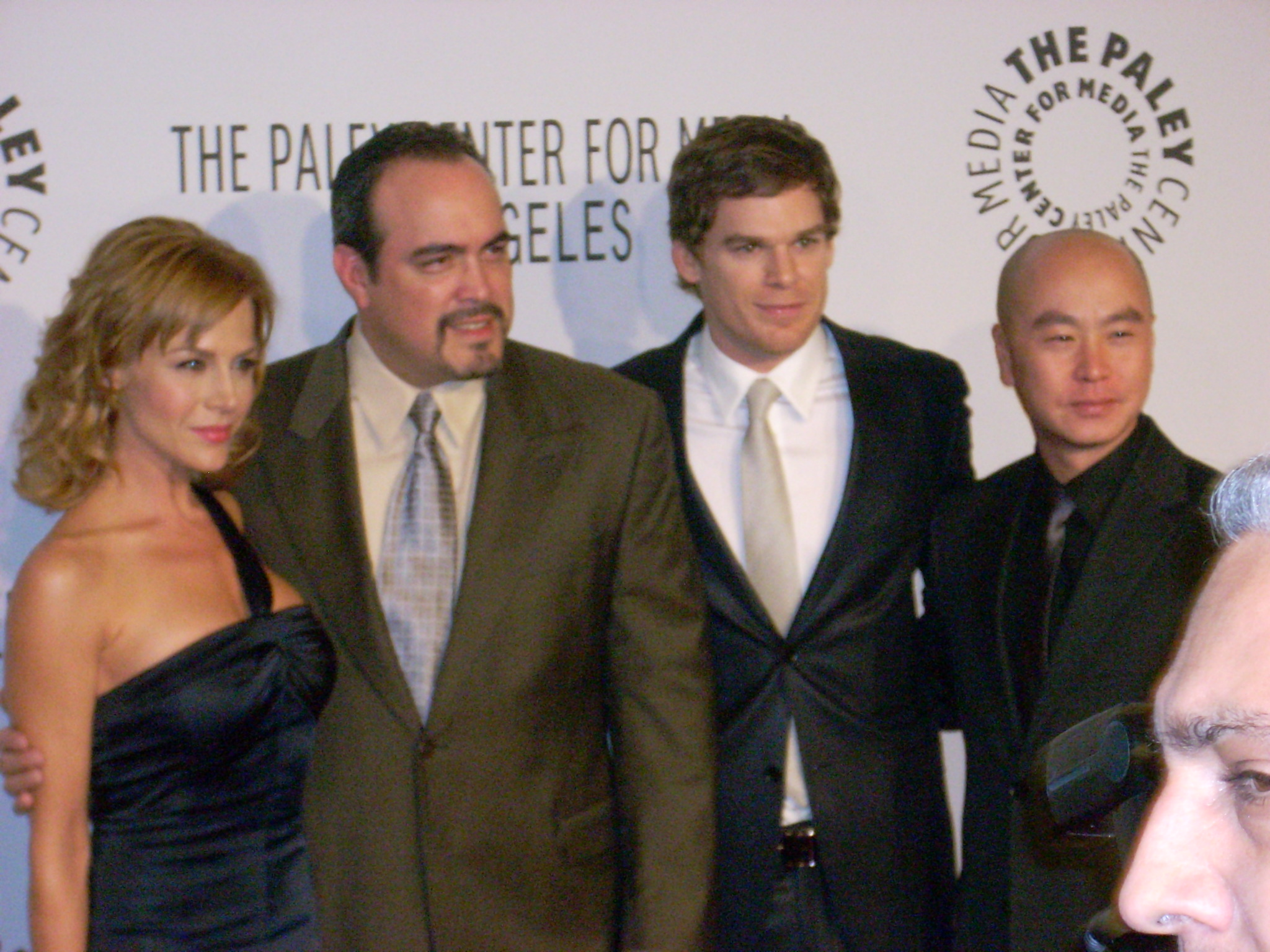
Benz, Zayas, Hall und Lee (v. l.)

### Staffel 1
Dexter ist seit seiner Kindheit traumatisiert, empfindet keinerlei Emotionen und hat den unstillbaren Drang zu töten. Diese psychische Störung zwingt ihn dazu, ein Doppelleben zu führen. In seinem Alltag ist Dexter sehr darauf bedacht, normal und unauffällig zu erscheinen. Er arbeitet als Forensiker im Morddezernat beim Metro Police Department von Miami, wo er für Blutspurenanalysen zuständig ist. Seine jüngere Adoptivschwester Debra ist, wie ihr Vater vor ihr, Polizistin im selben Dezernat. Sie ist bislang die einzige Person, für die Dexter so etwas wie Zuneigung empfindet. Zu Anfang der Serie ist er mit Rita liiert, einer zweifachen Mutter, die von ihrem gewalttätigen Ehemann getrennt lebt und – wie Dexter auch – beziehungsgestört ist.
Dexters Charakter und dessen Hintergründe werden dem Zuschauer zum Großteil in Rückblenden vermittelt und erklärt. Dexter selbst nimmt bestimmte Erinnerungen zum ersten Mal deutlicher wahr und gewinnt neue Erkenntnisse aus seiner Vergangenheit, die ihm dabei helfen, sich selbst besser zu verstehen. Daneben wird die Beziehung zwischen Dexter und seinem Pflegevater Harry näher beleuchtet. So hat dieser Dexter früh beigebracht, Emotionen vorzutäuschen, um ein normales Leben führen zu können. Auch für die Mordlust hatte Harry eine Lösung: Dexter soll diejenigen töten, die es „verdient“ haben, also Mörder, die von der Justiz nicht belangt werden können. Als Polizist kennt sich Harry in dieser Materie bestens aus. Von Harry lernte Dexter zu töten, ohne Spuren zu hinterlassen, aber eben auch zahllose Regeln, die ihn davon abhalten sollen, wahllos oder leichtfertig zu morden. So lebt Dexter seine dunkle Seite nachts aus und geht dabei streng nach „Harrys Kodex“ vor.
In der ersten Staffel jagt Dexter gemeinsam mit seinen Kollegen und seiner Schwester den sogenannten „Kühllaster-Killer“, einen Serienmörder, der seine Opfer sauber zerlegt und völlig blutleer an ihren Fundorten platziert. Fasziniert von der Technik des Killers glaubt Dexter, in ihm einen Seelenverwandten gefunden zu haben, zumal dieser Dexters Geheimnis zu kennen scheint und ihn zum „Spiel“ herausfordert. Im Laufe der Ermittlungen wird Dexters Schwester Debra befördert und arbeitet mit Sgt. Doakes an der Aufklärung des Falls. Dies erweist sich als schwieriges Unterfangen, bis ein weiteres Opfer, Tony Tucci, lebend gefunden wird und der Polizei Hinweise liefert. Während er im Krankenhaus liegt, um Prothesen zu erhalten, wird er von Dr. Rudy Cooper betreut. Debra lernt Rudy kennen und verliebt sich in ihn. Am Ende der Staffel stellt sich heraus, dass Rudy Cooper der gesuchte Kühllaster-Killer und zudem Dexters Bruder ist. Als er versucht, Debra zu ermorden, tötet Dexter ihn und lässt es nach einer Selbsttötung aussehen.

### Staffel 2
In der zweiten Staffel werden die von Dexter im Meer entsorgten Leichensäcke von Tauchern gefunden. Das FBI schickt Special Agent Lundy, einen ihrer besten Ermittler, um die Untersuchungen im sogenannten „Bay-Harbor-Metzger“-Fall zu leiten. Als bekannt wird, dass die Opfer selbst Mörder waren, die von der Justiz nicht belangt wurden, wird der noch unbekannte Serienmörder zum Teil in der Öffentlichkeit verehrt. Lundy hingegen sorgt von Anfang an für detaillierte, systematische Polizeiarbeit, die für Dexter schnell gefährlich wird. Zusätzlich kompliziert wird die Geschichte dadurch, dass Sgt. Doakes sich das Ziel gesetzt hat, herauszufinden, was an Dexter nicht stimmt. Er beschattet ihn in jeder freien Minute, was Dexters Bewegungsfreiheit erheblich einschränkt.
Um Lundys Ermittlungen ins Leere laufen zu lassen, schreibt Dexter ein Manifest, das er dem Miami Tribune im Namen des Bay-Harbor-Metzgers zukommen lässt. Doch der Schuss geht nach hinten los: Lundy erkennt den Zweck des Schriftstücks und mutmaßt, dass der Serienmörder selbst bei der Polizei arbeitet.
Paul, Ritas gewalttätiger Ehemann, der wegen Dexter wieder im Gefängnis sitzt, stirbt bei einer Gefängnisschlägerei. Rita findet heraus, dass Pauls erneute Inhaftierung von Dexter eingefädelt worden war und stellt ihn zur Rede. Unzufrieden mit seiner schlecht improvisierten Antwort, glaubt sie von nun an, Dexter sei drogensüchtig und zwingt ihn, einer Selbsthilfegruppe beizutreten. Dort lernt Dexter Lila kennen, die nach kurzer Zeit seine Suchtbetreuerin wird. Sie ermuntert ihn, sich mehr auf sein Gefühl und sein Gewissen zu verlassen, wovon Dexter – eigener Einschätzung zufolge – keines hat. Die Verbindung zu Lila wirkt sich zunehmend negativ auf Dexters Leben aus. Er wird unvorsichtig und bringt Agent Lundy und Sgt. Doakes allmählich auf seine Fährte. Zudem leidet die Beziehung zu Rita darunter, bis diese schließlich von Rita beendet wird. Als Dexter erkennt, wie wichtig ihm Rita und ihre Kinder sind, bemüht er sich, den Kontakt zu ihnen zu erhalten. Lila reagiert eifersüchtig und zeigt ihr wahres Gesicht, woraufhin Dexter weiteren Kontakt zu ihr meidet. Dies stellt sich als ein schwieriges Unterfangen heraus.
Sgt. Doakes wird aufgrund eines – von Dexter provozierten – Angriffs auf Dexter vom Dienst suspendiert und findet kurz darauf heraus, dass ein Täter einst aufgrund von Dexters Blutspurenanalyse freigesprochen wurde. Doakes ist nunmehr überzeugt, dass Dexter der gesuchte Killer ist. Er durchsucht seine Wohnung und findet dessen Mordtrophäen: Objektträger mit Blutproben von allen Opfern. Während er diese untersuchen lässt, gerät er – ganz ohne Dexters Zutun – selbst unter dringenden Tatverdacht und gilt fortan als Hauptverdächtiger. Dexter versucht daraufhin, diese Wendung zu nutzen, den eigenen Kopf aus der Schlinge zu ziehen. Doakes konfrontiert ihn mit den Beweisen in einer abgelegenen Dealerhütte. Obwohl angeschossen, sperrt Dexter ihn in einen Käfig und hält ihn dort eine Zeit lang gefangen. Derweil beginnt er, gefälschte Beweise zu streuen, die auf Doakes als Killer hindeuten. Nur LaGuerta, Doakes’ frühere Partnerin bei der Polizei, glaubt an seine Unschuld und versucht, hierfür Beweise zu finden.
Dexter findet heraus, dass sein Pflegevater Harry eine Affäre mit seiner leiblichen Mutter hatte und sich selbst umbrachte, als er erkannte, welches Monster er mit Dexter geschaffen hatte. Ausgebrannt durch die Ereignisse und Enthüllungen, will Dexter seinem Leben als Serienkiller ein Ende setzen, indem er sich der Polizei stellt, und trifft Abschiedsvorbereitungen. Bei seinem letzten Abendessen mit Debra erkennt er jedoch, wie wichtig er für seine Schwester ist. Er beschließt, seinen ursprünglichen Plan, Doakes als den Bay-Harbor-Metzger zu präsentieren, weiterzuverfolgen.
Lila stellt immer noch Dexter nach und findet so den eingesperrten Doakes sowie ein weiteres Opfer in der Dealerhütte. Statt ihm zu helfen, sprengt sie die Hütte mit Propangas und verhindert so, dass Dexter als Killer entlarvt wird. Lila hofft, Dexter dadurch zurückzuerobern, erkennt jedoch schnell, dass er auch sie töten will. Aus Rache versucht sie, Ritas Kinder umzubringen, was Dexter gerade noch verhindern kann. Er verfolgt Lila nach Paris, wo er sie tötet.

### Staffel 3
Am Anfang dieser Staffel versucht Dexter, einen Drogendealer und Mörder namens Frederick „Freebo“ Bowman zu töten. Sein Vorhaben schlägt fehl; so kann Freebo entkommen, und Dexter tötet stattdessen aus Notwehr Oscar Prado, der, wie sich herausstellt, der Bruder des Bezirksstaatsanwaltes Miguel Prado und des Lieutenants des Sheriffs Departments Ramon Prado ist. Dexter macht Freebo ausfindig und ermordet ihn, wird jedoch von Miguel, der Freebos Versteck inzwischen ebenfalls aufspüren konnte, mit einem blutigen Dolch in der Hand überrascht. Dexter überzeugt Miguel davon, in Notwehr gehandelt zu haben, und kann ihn gerade noch davon abhalten, ihm bei der Beseitigung der Leiche zu helfen. Miguel ist Dexter für den – in seinen Augen – gerächten Tod seines Bruders dankbar und deckt ihn. Es ereignen sich allerdings weitere Morde, die zunächst Freebo zugerechnet werden. Miguel versucht, die Polizeiarbeit auf den eigentlichen, später als den „Häuter“ bekannten Mörder zu lenken.
Zwischen Dexter und Miguel entwickelt sich eine von Dexter eher ungewollte Freundschaft, in deren Rahmen Miguel die Wahrheit über ihn erfährt und ihn aktiv bei seinem „Hobby“ unterstützt. Dies gipfelt in einem gemeinsamen Mord, durch den Miguel Gefallen am Töten findet und fortan versucht, Dexter zu weiteren Morden anzustiften. Dexter versucht vergeblich, ihm „Harrys Kodex“ nahezulegen. Statt auf ihn zu hören, ermordet Miguel in Eigenregie die Anwältin Ellen Wolf, die ihm seit Jahren schon ein Dorn im Auge war. Dexter macht die Leiche der Anwältin in einem frisch ausgehobenen Grab ausfindig und beginnt, an Miguels Aufrichtigkeit ihm gegenüber zu zweifeln.
Währenddessen erfährt Dexter, dass seine Freundin Rita schwanger ist, was er anfangs nicht zu verarbeiten weiß. Seine größte Sorge gilt der Befürchtung, sein Kind könne so werden wie er: ein Monster. Erst seine Schwester Debra kann Dexter davon überzeugen, sich den Tücken der Vaterschaft zu stellen. Als Dexter sich seiner sicher wird, macht er Rita einen eher stümperhaften Heiratsantrag, der von ihr folglich abgelehnt wird. Es bedarf Dexters ganzer Schauspielkunst, Rita schließlich mittels einer bewegenden, aber an anderer Stelle kopierten Rede zu überzeugen, ihn zu heiraten.
Debra konzentriert sich im Verlauf der Staffel fast ausschließlich auf ihre Arbeit, da sie unbedingt eine Beförderung zum Detective erreichen möchte. Zusammen mit ihrem neuen Partner Quinn arbeitet sie an einer Reihe von grausamen Morden, die auf das Konto des Häuters gehen. Sie wird dabei vom Mörder selbst beschattet, der dann ihren Kontaktpersonen nachstellt, sie grausam foltert und ermordet. Quinns Informant Anton, mit dem Debra eine Affäre hat, wird ebenfalls entführt und gefoltert. Dabei stellt sich heraus, dass der Täter auf der Suche nach Freebo ist. Debra und Quinn gelingt es, Anton zu befreien. Da er nun zu einem wichtigen Zeugen in ihrem Fall wird, beendet Debra vorläufig ihre Affäre mit Anton, verzichtet aber schließlich auf den Fall, um mit ihm zusammen sein zu können. Sie wird unabhängig davon doch noch zum Detective befördert.
Nach dem Mord an Ellen Wolf stellt Dexter bald fest, dass Miguel ihn nur dazu benutzt hat, sich Kenntnisse im Töten anzueignen. Er findet Beweise, dass er in vielerlei Hinsicht von Miguel getäuscht wurde. Da Miguel unbelehrbar scheint und ihm gegenüber sogar Drohungen ausspricht, tötet Dexter ihn. Der Häuter, der noch immer nach Freebo sucht und von Miguel inzwischen auf Dexter angesetzt wurde, entführt diesen vor dem Tag seiner Hochzeit. Dexter gelingt es, sich zu befreien und den Häuter zu töten, wobei er es nach einem Suizid aussehen lässt. Dexter flieht vom Ort des Geschehens und erscheint rechtzeitig auf seiner Hochzeit. Er heiratet Rita mit dem Treueschwur, der beste Ehemann und Vater zu sein, der er sein könne.

### Staffel 4
Die vierte Staffel beginnt drei Monate nach der Geburt von Dexters und Ritas Sohn Harrison. Die Familie ist inzwischen in einen Vorort von Miami gezogen. Dexter hat jedoch als übermüdeter Vater eines Kleinkindes große Schwierigkeiten, sein Familienleben, den Job und seine Mordsucht unter einen Hut zu bekommen.
Während der Ermittlungen im Mordfall einer jungen Frau, die in einer Badewanne an einem Schnitt in den Oberschenkel verblutet aufgefunden wurde, taucht der mittlerweile pensionierte Special Agent Frank Lundy wieder auf. Er arbeitet seit Jahren an dem Fall eines mysteriösen Serienmörders, den er „Trinity-Killer“ nennt, weil jede seiner Mordserien aus drei Opfern besteht und jeweils nach dem gleichen Muster abläuft: Zuerst wird eine junge Frau in einer Badewanne ermordet, als Zweites wird eine Mutter gezwungen, sich selbst zu töten, und als Drittes wird ein Familienvater mit einem Gegenstand erschlagen. Lundy findet heraus, dass sich die Morde in vielen Städten der Vereinigten Staaten über einen Zeitraum von mehr als dreißig Jahren ereignet haben. Demnach wäre der Trinity-Killer einer der erfolgreichsten Serienmörder der Kriminalgeschichte. Lundy arbeitet zusammen mit Debra daran, ihn aufzuspüren, noch bevor er die geplante Mordserie in Miami vollenden kann. Eines Nachts werden die beiden vor Lundys Apartmenthaus von einem unbekannten Attentäter angeschossen. Debra wird leicht verletzt, doch Lundy stirbt, tödlich getroffen, vor Debras Augen. Debra kommt zu der Annahme, dass Trinity hinter dem tödlichen Attentat auf Lundy stecken könnte, und nimmt – sehr zu Dexters Leidwesen – die entsprechenden Ermittlungen auf. Später stellt sich heraus, dass Lundy von der Reporterin Christine Hill erschossen worden ist, die über Detective Quinn immer wieder an geheime Polizeiinformationen gelangen konnte. Sie entpuppt sich zudem als Trinitys unbekannte Tochter, die durch ihre Taten ihren Vater vor der Polizei schützen wollte.
Aus den von Lundy gesammelten Unterlagen zu dem Fall erschließt sich Dexter, wann und wo Trinity sein drittes Opfer auswählen wird. Es gelingt ihm daraufhin zwar, Trinitys Identität aufzudecken, den Mord an einem weiteren Unschuldigen kann er jedoch nicht verhindern. Er erfährt zudem, dass Trinity eigentlich Arthur Mitchell heißt und wie Dexter ein Doppelleben als scheinbar normaler Familienvater lebt. Anstatt Mitchell zu töten, freundet sich Dexter unter dem falschen Namen „Kyle Butler“ mit dem Mörder an. Er hofft, von Mitchell zu erfahren, wie er sein Familienleben und den Drang zu töten in Einklang bringt, was Dexter auch für seine Ehe mit Rita nutzbar machen möchte. Dexter stellt allerdings bald fest, dass der Schein der glücklichen Familie trügt: Arthur Mitchell tyrannisiert und unterdrückt seine Familie. Dexter begleitet ihn unter einem Vorwand auf eine Reise, doch obwohl er ihn dort umbringen will, rettet er Mitchell bei einem Suizidversuch das Leben. Kurz darauf findet Dexter heraus, dass Trinitys Mordserien jeweils vier anstatt der bekannten drei Opfer fordern. Das erste Opfer ist jeweils ein kleiner Junge, der in Beton eingegossen und daher nie gefunden wird. Dexter rettet einen Jungen, der von Trinity entführt worden ist, und zieht sich damit vollends dessen Zorn zu. Mitchell bekommt schließlich Dexters wahre Identität heraus, weshalb dieser seine Familie unter einem Vorwand umgehend in Sicherheit bringen muss. Dexter schickt Rita vorab allein in ihre längst fälligen Flitterwochen, in der Absicht, ihr am Abend nachzufolgen. Er selbst begibt sich auf die Suche nach Trinity, stellt und tötet ihn schließlich.
Als er Trinitys Körperteile im Meer versenkt, zieht Dexter zum Wohle seiner Familie in Betracht, in Zukunft auf das Töten zu verzichten. Glücklich, diesen Entschluss gefasst zu haben, fährt er nach Hause, um seine Sachen für die Reise mit Rita zu holen. Auf dem Anrufbeantworter hört er Ritas Nachricht ab, in der sie ihn darüber informiert, dass sie noch einmal ins Haus zurückgekehrt sei, um ihren vergessenen Reisepass zu holen. Als Dexter seine Frau anruft, hört er das Klingeln ihres Mobiltelefons im eigenen Haus. Er findet Rita schließlich tot in der Badewanne und seinen Sohn Harrison weinend in einer Blutlache auf dem Badezimmerboden sitzend (eine Parallele zu Dexters Kindheitserlebnis). Rita ist offenbar das letzte Opfer Trinitys, der sich so an Dexter gerächt hat. Schockiert von dieser Erkenntnis, nimmt Dexter seinen weinenden Sohn auf den Arm und verlässt mit ihm das Badezimmer.

### Staffel 5
Die Handlung der fünften Staffel setzt unmittelbar dort an, wo die vierte aufgehört hat. Dexter fühlt sich schuldig an Ritas Tod, da er ihren Mörder, den Trinity-Killer, nicht rechtzeitig tötete. Das FBI übernimmt die Ermittlungen im Falle der Ermordung Ritas. Die beiden Stiefkinder ziehen nach Ritas Beerdigung zu den Großeltern nach Orlando, Dexter mit seinem Sohn Harrison vorläufig zu Debra.
Während einer geplanten Ermordung eines Vergewaltigers namens Boyd Fowler wird Dexter von einer Frau beobachtet. Lumen ist das dreizehnte Opfer einer Bande von Entführern, die Frauen quälen, vergewaltigen und sie anschließend töten. Er bringt die völlig verwirrte, von Folterverletzungen gezeichnete Frau in Sicherheit, pflegt ihre Wunden, hält sie jedoch anfangs – aus Angst, sie würde ihn verraten – gegen ihren Willen fest. Mit der Zeit gewinnen sie Vertrauen zueinander und entwickeln schließlich einen Racheplan gegen die übrigen Peiniger Lumens. So töten sie nacheinander die Vergewaltiger, die alle unter der Führung des Prominenten Jordan Chase stehen und sich schon in Jugendzeiten zusammengefunden haben. Dabei entwickelt sich eine Beziehung zwischen Dexter und Lumen. Dexter erkennt, dass er endlich jemanden gefunden hat, der ihn trotz Wissens um sein Doppelleben nicht verurteilt.
Bei Ermittlungen im Falle des Trinity-Killers kommt Detective Quinn der wahren Identität Kyle Butlers (Dexter) immer näher und vermutet auch eine Verwicklung Dexters in den Mordfall seiner Frau Rita. Er beauftragt Liddy, einen ehemaligen Polizisten der Miami Metro Police, der Spur von Dexter nachzugehen, da ihm sein Department weitere Nachforschungen verweigert. Liddy sammelt daraufhin eindeutige Beweise gegen Dexter und Lumen, die er für seine Wiedereinstellung bei der Polizei nutzen will. Dexter wiederum kommt Quinn und Liddy auf die Schliche, spürt Letzteren auf und tötet ihn in dessen Überwachungsvan. Da Jordan Chase Lumen inzwischen in eine Falle locken konnte und Dexter zu ihrer Rettung eilen muss, nimmt er sich nicht die Zeit, Liddys Leiche zu beseitigen. Er vernichtet seine Spuren und folgt Lumen zu dem Haus des ersten Opfers von Jordan Chase. Er findet die Frau tot vor, Lumen scheint jedoch noch zu leben. Liddys Leiche wird gefunden und Quinn aufgrund einer Blutspur an seinem Schuh festgenommen. Diese stammt von Liddy, dessen Blut aus seinem Wagen tropfte, als Quinn zum vereinbarten Treffen kam, Liddy aber schon von Dexter erstochen worden war. Dexter fälscht später die Ergebnisse der Blutprobe von Quinns Schuh, sodass dieser entlastet wird.
Dexter findet heraus, dass der ursprüngliche Name von Jordan Chase Eugene Greer ist und dass dieser ein altes Jugendcamp besitzt, in das er nun anscheinend Lumen verschleppt hat. Auf dem Gelände erleidet Dexter einen Autounfall. Als er sich selbst aus dem Auto befreit, erwartet ihn Chase bereits mit einer Waffe in der Hand. Er fesselt Dexter und bringt ihn zu Lumen. Den beiden gelingt es, sich zu befreien und Chase zu töten. Währenddessen erscheint Debra – einem Hinweis folgend – ebenfalls im Camp. Sie entdeckt Jordans Leiche und die beiden Täter (verdeckt von einer halbdurchsichtigen Plane, hinter der sie schemenhaft erkennbar sind), die gerade damit beschäftigt sind, den Tatort zu säubern. Debra, die insbesondere in diesem Fall sehr mit den Opfern der Vergewaltigerbande sympathisiert, lässt sie entkommen, ohne Dexter und Lumen zu erkennen. Sie verheimlicht diese Begegnung im Revier und gibt an, nur den Ort der Folterungen und Vergewaltigungen entdeckt zu haben. Jordan Chase gilt somit offiziell nur als vermisst und nicht als tot.
Nachdem die Leiche von Jordan im Meer versenkt ist, fühlt sich Lumen wie geheilt und verlässt Dexter, da sie weiß, dass er weitertöten wird, sie das aber nun nicht mehr will. Ihn davon abzubringen versucht sie allerdings nicht, da sie dies für aussichtslos hält. Lumen gibt Dexter die Hoffnung, dass eines Tages auch sein „dunkler Begleiter“ verschwinden kann, so wie er es sich wünscht.

### Staffel 6
Das Miami Police Department findet eine Leiche, die anscheinend einem Ritualmord zum Opfer gefallen ist. Die Mordkommission jagt den unbekannten Killer, einen älteren Herren und seinen jungen Protegé, die offenbar aus religiösen Motiven morden. LaGuerta wird zum Captain befördert, nachdem sie den Chief mit kompromittierenden Fotos erpresst hat. Als Nachfolger für ihre vorige Position des Lieutenant und Leiter des Reviers schlägt LaGuerta ihren (inzwischen Ex-)Mann Sergeant Batista vor. Doch als Dexters Schwester Debra medienträchtig einen bewaffneten Killer in einer Bar überwältigt und damit zum Youtube-Star wird, befördert der Chief sie zum neuen Lieutenant.
Während Dexter auf der Suche nach neuen Opfern ist, hat er verschiedene Gründe, sich mit Religiosität auseinanderzusetzen. Einerseits soll sein Sohn Harrison in einem katholischen Kindergarten aufgenommen werden, um ein möglichst normales Leben zu haben. Andererseits ist ein potenzielles Opfer, „Bruder Sam“, seines „dunklen Begleiters“ offenbar bekehrt, predigt und protegiert andere ehemalige Kriminelle und wird zu einem guten Freund und Vorbild Dexters. Zudem macht der religiöse Serienkiller Miami unsicher. Dank seines Vorbilds Sam will Dexter für seinen Sohn das Morden aufgeben. Doch als der Mann von einem der Männer, die er betreut, getötet wird, fällt Dexter wieder in sein altes Verhaltensmuster zurück.
Debra, die sich durch einen Heiratsantrag von Quinn überrumpelt gefühlt hat, was auch zur Trennung führte, macht der Stress, den der neue Job mit sich bringt, schwer zu schaffen. Quinn verliert völlig die Kontrolle, betrinkt sich jeden Abend, schläft mit diversen Frauen und kommt ständig zu spät zum Dienst. Er taucht zudem auch völlig betrunken auf Debras Einweihungsfeier für ihre neue Wohnung auf und sprengt die Party. Gegen Ende der Staffel droht Angel ihm mit Versetzung, falls sich sein Verhalten nicht bessern sollte, da er eine Gefahr für sich und andere darstellt.
Dexter stellt den jüngeren der beiden neuen Serienmörder, Travis. Dieser erklärt Dexter, dass er eigentlich gar nicht töten will und von seinem ehemaligen Professor in die rituellen Morde mit hineingezogen wurde. Dexter lässt ihn daraufhin gehen. Doch auf der Jagd nach dem Schuldigen muss Dexter erkennen, dass Travis seinen Professor schon vor längerer Zeit umgebracht und eine gespaltene Persönlichkeit entwickelt hat, wodurch er sich seiner Taten oft nicht bewusst war. Travis entführt Harrison, um ihn seinem Gott zu opfern, was Dexter im letzten Moment verhindert. Debra hat inzwischen in einer Therapie ihre Probleme verarbeitet und ist zu dem Schluss gekommen, dass sie für ihren Adoptivbruder nicht nur geschwisterliche Gefühle hegt. Als sie Dexter aufsuchen will, um ihm ihre Liebe zu gestehen, beobachtet sie schockiert, wie Dexter Travis tötet. Mit dieser Szene endet die Staffel.

### Staffel 7
Nachdem Dexter versucht, den Mord an Travis als Selbsttötung darzustellen, hilft Debra ihm dabei, in der Kirche ein Feuer zu legen, um die Ereignisse zu vertuschen. Dass sie Dexter ihre Liebe gestehen wollte, verschweigt sie ihrem Adoptivbruder jedoch. Die misstrauisch gewordene Polizistin findet daraufhin Dexters Messer und die Objektträger mit den Bluttropfen seiner Opfer. Als Debra ihn zur Rede stellt, verrät Dexter ihr schließlich sein ganzes Geheimnis. Sie versucht daraufhin, ihn dazu zu bringen, seinen Drang zu unterdrücken und keine Morde mehr zu begehen. Als der Frauenmörder Ray Speltzer freikommt, weil ihm während seiner Verhaftung seine Rechte nicht korrekt vorgelesen wurden, beginnt sie jedoch Dexters Morde als ein notwendiges Übel zu betrachten. Sie gesteht Dexter, dass sie über den durch ihn herbeigeführten Tod von Speltzer froh ist.
Als Dexter die Serienmörderin Hannah McKay beseitigen will, schläft er stattdessen mit ihr. Er geht zudem eine Beziehung mit ihr ein, die er mit beharrlicher Entschlossenheit vor Debra, die um seine Sicherheit fürchtet, verteidigt. Weil Hannah später versucht, Debra zu vergiften, sorgt Dexter aber schließlich dafür, dass sie wegen Mordes ins Gefängnis kommt. Ihr gelingt wenig später unter Vortäuschung eines medizinischen Notfalls die Flucht, und sie taucht unter.
Derweil kommt Captain LaGuerta Dexter auf die Spur und will ihn mit der Freilassung von Hector Estrada, der einst den Mord an Dexters Mutter in Auftrag gab, in eine Falle locken. Dexter kommt jedoch hinter diesen Plan und beschließt daher, nicht nur Estrada, sondern auch LaGuerta zu beseitigen, und wird dabei von Debra überrascht. LaGuerta, die noch am Leben ist, fordert Debra auf, Dexter zu erschießen. Dieser legt sein Messer weg und erklärt Debra, dass es in Ordnung sei, wenn sie tut, was sie tun muss. Völlig überfordert von der Situation entscheidet sich Debra schließlich für Dexter, erschießt LaGuerta und bricht daraufhin weinend zusammen.

### Staffel 8
Sechs Monate nach LaGuertas Tod ist Angel Batista zum Lieutenant aufgestiegen. Debra hat ihren Posten bei Miami Metro aufgegeben und ist nun als Privatdetektivin tätig. Sie hält sich von Dexter fern und versinkt zeitweilig in Alkohol und anderen Drogen. Schließlich gelingt es Dexter, Debra wieder zur Besinnung zu bringen und zu einer Therapie zu bewegen, was zunächst allerdings nicht fruchtet. Debra, die anscheinend nicht mehr mit Dexters Geheimnis umgehen kann, provoziert bei einer Autofahrt mit ihm einen Unfall. Sie wird von einem Unfallzeugen gerettet, doch Dexter droht in dem See, in den sie das Auto lenkte, zu ertrinken. Nach kurzem Zögern rettet Debra ihren Bruder. Das Verhältnis zwischen Debra und Dexter normalisiert sich anschließend. Debra beginnt, ihren alten Job zu vermissen und überlegt, wieder zur Polizei zurückzukehren.
In dieser Staffel schlägt in Miami ein neuer Serienmörder zu, der „Gehirnchirurg“ (Brain-Surgeon-Killer), der seinen Opfern die Schädeldecken öffnet und ihnen einen Teil der Inselrinde (anterior insular cortex) im Gehirn entfernt, der für die emotionalen Empfindungen des Menschen zuständig ist. Daraufhin kommt Dr. Evelyn Vogel, eine bekannte Neuropsychologin, in die Stadt, um an dem Fall mitzuarbeiten. Es stellt sich heraus, dass Dr. Vogel einst von Dexters Pflegevater Harry aufgesucht wurde, kurz nachdem dieser von Dexters Mordlust erfuhr. Harry entwickelte gemeinsam mit Dr. Vogel den Tötungskodex, den er daraufhin Dexter beibrachte. Dexter ist zunächst fassungslos, sieht in Dr. Vogel aber bald eine Art Ersatzmutter. Sie enthüllt Dexter zudem die Vermutung, dass der Brain-Surgeon-Killer einer ihrer ehemaligen Patienten ist, der es auf sie abgesehen hat. Sie erhofft sich, von Dexter beschützt zu werden.
Derweil taucht Hannah McKay überraschend wieder auf. Sie hat inzwischen einen wohlhabenden Casinoketten-Besitzer geheiratet, der ihre wahre Identität schützt, sie aber schlecht behandelt. Sie bittet Dexter, ihn für sie zu töten, was er anfangs ablehnt. Kurz darauf tötet Hannah ihren Mann selbst in Notwehr und bekommt von Dexter Hilfe bei der Beseitigung der Leiche. Da Dexter und Hannah sich nach wie vor lieben, beschließen die beiden, Miami zu verlassen und gemeinsam mit Dexters Sohn Harrison nach Argentinien zu ziehen.
Währenddessen finden Dexter und Dr. Vogel heraus, dass ihr verstorben geglaubter Sohn Daniel (Deckname: Oliver Saxon) der Brain-Surgeon-Killer ist. Dr. Vogel, überwältigt von ihren Gefühlen, nimmt mit Saxon Kontakt auf. Dexter kann sie anschließend dazu überreden, ihren Sohn in eine Falle zu locken, um ihn auszuschalten. Als Saxon seine Mutter durchschaut, bringt er sie um. Dexter macht ihn daraufhin ausfindig, doch statt ihn zu töten, ruft er Debra an, die Saxon verhaften soll, um dies bei ihrem Wiedereinstieg bei der Miami Metro als Karriereschub zu nutzen. Saxon gelingt es zu fliehen, wobei er Debra durch einen Schuss schwer verletzt.
Dexter trifft sich derweil mit Hannah und Harrison am Flughafen, um nach Argentinien zu fliegen. Sie müssen jedoch umplanen, da Hannah inzwischen ein Kopfgeldjäger dicht auf den Fersen ist. Zudem erhält Dexter die Nachricht, dass Debra ins Krankenhaus eingeliefert wurde und in Lebensgefahr schwebt. Hannah und Harrison nehmen einen Bus nach Tallahassee in Florida, während Dexter sich abermals auf die Suche nach Saxon begibt, um ihn endgültig zu töten. Mit Hilfe der Miami Metro wird Saxon festgenommen. Dexter gelingt es unter dem Vorwand der Selbstverteidigung, Daniel im Gefängnis zu ermorden.
Debra erleidet infolge ihrer Verletzungen einen irreparablen Hirnschaden und fällt ins Koma. Während das Krankenhaus aufgrund eines aufziehenden Hurrikans evakuiert wird, trennt Dexter Debra von den lebenserhaltenden Geräten, bringt sie mit seinem Boot aufs offene Meer und versenkt ihren toten Körper im Ozean. Dabei gelangt er zu der Überzeugung, dass er allen Menschen nur Schaden zufügt, die ihn jemals geliebt und ihm etwas bedeutet haben. So beschließt er, sein Umfeld vor sich selbst zu schützen und nimmt mit seinem Boot Kurs auf den sich nähernden Sturm. Später werden nur noch Teile seines zerstörten Bootes gefunden.
Hannah und Harrison befinden sich inzwischen in Argentinien, wo Hannah über das Internet erfährt, dass Dexter vermutlich ums Leben gekommen ist. Sie nimmt anschließend Harrison bei der Hand und scheint ihre Rolle als zukünftige Mutter zu akzeptieren.
Unbestimmte Zeit später liefert ein bärtiger Lastwagenfahrer Holzstämme an einem Lagerplatz ab und beendet seinen Arbeitstag. Er kehrt in seine Hütte zurück, setzt sich an einen Tisch und sieht in die Kamera. Es handelt sich um Dexter, der seinen eigenen Tod vorgetäuscht hat.

## Figuren

### Hauptfiguren

#### Dexter Morgan

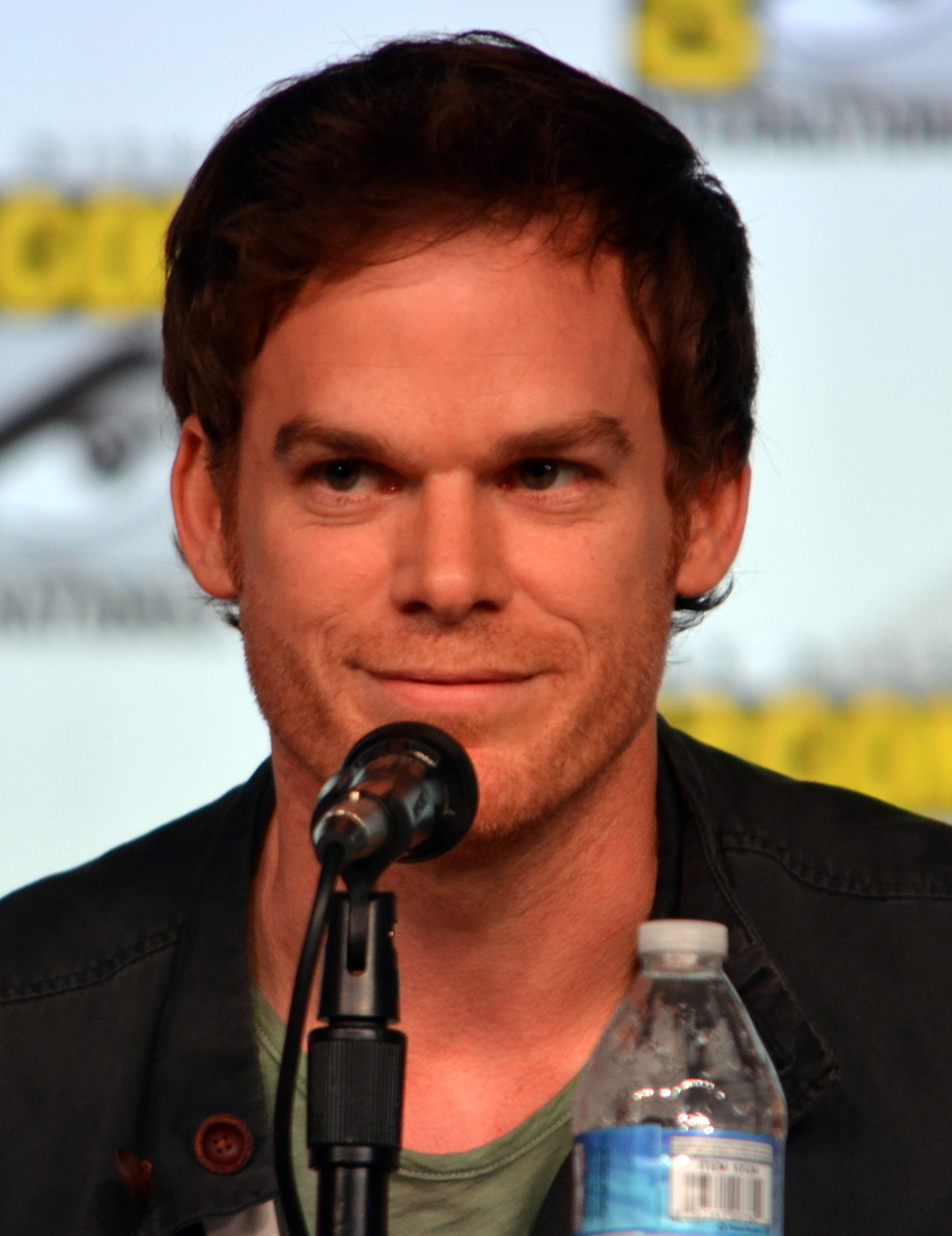
Michael C. Hall (2012)

Dexter wurde als Dreijähriger durch den grausamen Mord an seiner leiblichen Mutter, den er und sein älterer Bruder Brian mitansehen mussten, schwer traumatisiert. Dadurch verspürt Dexter seit seiner Kindheit den unstillbaren Drang zu töten. Er wurde von Harry Morgan, einem Polizisten, adoptiert und wuchs in dessen Familie auf. Harry erkannte Dexters Problem früh und lehrte ihn, wie er ein normales Leben führen und trotzdem seinen Drang zu töten befriedigen kann. So tötet Dexter – dank Harry – ausschließlich Mörder, die von der Justiz nicht belangt werden konnten, ohne jegliche Spuren zu hinterlassen.
Dexter studierte Medizin und arbeitet zu Beginn der Serie als Blutspurenanalytiker beim Morddezernat des Miami Metro Police Department, wo auch seine jüngere Adoptivschwester Debra als Polizistin tätig ist. In der ersten Staffel trifft Dexter auf seinen Bruder Brian, der ebenfalls ein Serienkiller ist, allerdings unschuldige Frauen ermordet und zerstückelt. Um Debra zu retten, tötet Dexter ihn am Ende der Staffel und lässt es nach einer Selbsttötung aussehen. Obwohl Brian ein Serienmörder war, er sich an seinen Bruder kaum erinnern kann und ihn als Erwachsenen nur eher flüchtig kannte, macht Dexter der Mord an Brian längere Zeit zu schaffen.
Zwar geht Dexter in der Auswahl seiner Opfer streng nach „Harrys Kodex“ vor, doch es kommt sehr häufig dazu, dass er selbst erst dafür sorgt, dass seine Zielpersonen gesetzlich nicht belangt werden können, indem er die Ermittlungen seines Dezernats durch falsche Blutspurenanalysen mit Absicht sabotiert. So erschleicht er sich jedes Mal die Chance, die Mörder später unter das eigene Messer zu kriegen. Um keine Spuren bei seinen Morden zu hinterlassen, benutzt Dexter quadratmeterweise Plastikplanen, mit denen er seine Tötungsräume auslegt. Zu seinem Tötungsritual, von dem er nur selten abweicht, gehört die Konfrontation seines Opfers mit dessen Taten, durch beispielsweise aufgehängte Bilder dessen Opfer. Dexter ist es wichtig, dass die Mörder, die er tötet, wissen, warum er dies tut. Zudem sammelt er Mordtrophäen in Form von Blutstropfen auf Objektträgern, die er in einem Holzkasten in seiner Wohnung aufbewahrt. Nach der Tötung versenkt Dexter die Säcke mit den Überresten seiner Opfer im offenen Meer.
Dexter behauptet von sich selbst, unfähig zu sein, Gefühle zu empfinden. Die Einschätzung beruht vor allem darauf, wie Dexter sich selbst sieht: ein Monster. Im Verlauf der Serie wird diese These oft von Dexters Verhalten widerlegt. So tendiert er schnell zu impulsivem, irrationalem Handeln, wenn seine Schwester Debra oder Rita und ihre Kinder in Gefahr geraten. Er schlägt Ritas Ex-Mann Paul aus Wut nieder und sorgt für dessen Inhaftierung. Er tötet einen Pädophilen, der ein Auge auf Ritas kleine Tochter Astor geworfen hat und, um Debra zu retten, seinen Bruder Brian, den „Kühllaster-Killer“. Während seiner Beziehung mit Hannah wird ihm erstmals bewusst, dass er für sie so etwas wie Liebe empfindet. Dies gesteht er ihr im weiteren Verlauf mehrfach. Unter anderem die Tatsache, dass er Hannah, eine Giftmörderin, vor Debra verteidigt und erst an die Polizei ausliefert, als Hannah versucht, Debra zu ermorden, lässt auf die Echtheit seiner Aussagen schließen. Dexter hat eine tiefe, emotionale Verbindung zu seinem Sohn Harrison, dem gegenüber er – wie bei Debra – großen Beschützerinstinkt entwickelt.
In der achten Staffel beschließt Dexter, sein altes Leben in Miami hinter sich zu lassen und mit Hannah und Harrison in Argentinien ein neues Leben zu beginnen. Als Debra im Koma liegt, beschließt er ihre Maschinen auszuschalten und sie im Meer zu begraben. Nach ihrem Tod, für den er sich die Schuld gibt, sieht Dexter ein, dass er das Leben der Menschen, die ihm wichtig sind, stets zu zerstören scheint. Da ihm dies nicht auch bei Hannah und seinem Sohn passieren soll, täuscht er daraufhin seinen eigenen Tod vor und taucht als Einsiedler an einem abgeschiedenen, unbekannten Ort unter. Harrison gibt er zuvor in Hannahs Obhut, der es gelingt, gemeinsam mit dem Jungen nach Argentinien zu fliehen.

#### Debra Morgan

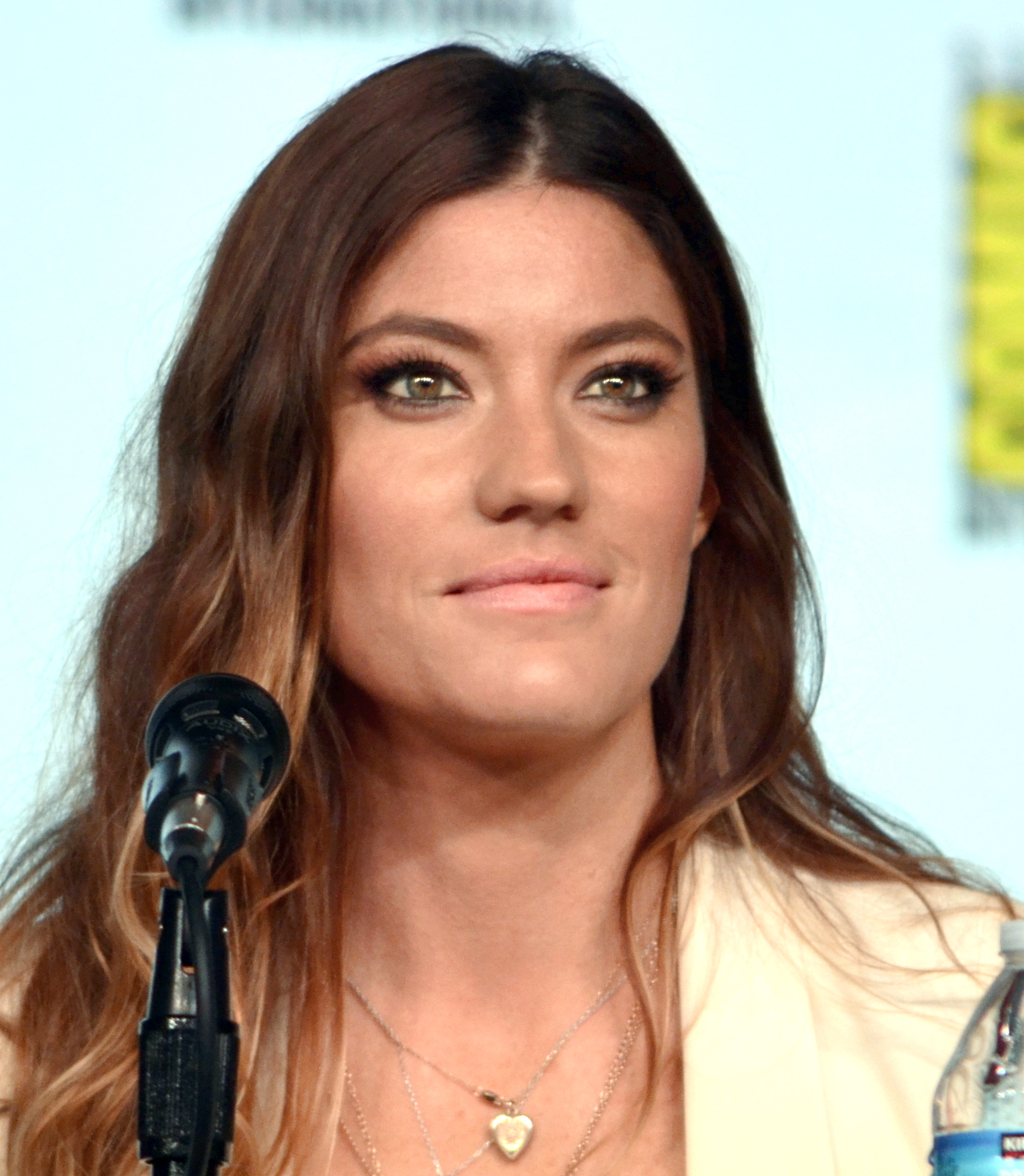
Jennifer Carpenter (2012)

Debra ist Dexters Adoptivschwester und eine der wichtigsten Personen in seinem Leben. Sie ist Polizistin im Morddezernat des Miami Metro Police Department. Bei ihrer dortigen Arbeit verlässt sie sich häufig auf Dexters Sachkenntnisse. Sie gewinnt jedoch im Verlauf der Serie immer mehr an Selbstbewusstsein, so dass Dexter sogar fürchten muss, eines Tages von der eigenen Schwester enttarnt zu werden. Im Laufe der Serie steigt Debra zum Lieutenant auf.
Debra fällt besonders durch ihre sehr direkte Art auf. Ihre Sprache ist öfter von Kraftausdrücken geprägt, was in einem starken Kontrast zu ihrer ansonsten attraktiven jugendlichen Erscheinung steht. Dadurch wird sie – vor allem bei ihren Vorgesetzten – oft als unreif und unkultiviert wahrgenommen.
In der sechsten Staffel beginnt Debra durch ihre Therapeutin zu verstehen, dass sie in Dexter verliebt ist. Als sie ihm dies gestehen will, ertappt sie ihn bei einem Mord und findet schließlich so heraus, dass Dexter der „Bay-Harbor-Metzger“ ist. Sie deckt ihn unter der Voraussetzung, dass Dexter mit dem Morden aufhört; eine Forderung, die er kaum erfüllen kann. Am Ende der siebten Staffel versucht LaGuerta, Dexter als Mörder zu enttarnen. Um ihn zu schützen, erschießt Debra sie. Im Vorfeld der achten Staffel gibt Debra den begehrten Job als Lieutenant des Morddezernates auf und wechselt in eine Privatdetektei. Sie bricht zudem monatelang den Kontakt zu Dexter ab.
Debra braucht lange Zeit, um die Enthüllungen um Dexter und ihre Schuld an LaGuertas Tod zu verarbeiten. Zudem hadert sie lange mit der Entscheidung, ob sie Dexter der Polizei ausliefern soll oder nicht. Als sie versucht, Dexter bei einem provozierten Autounfall zu töten, ihn aber schließlich doch noch rettet, begreift sie, dass sie ihn in ihrem Leben braucht, und beginnt, dessen dunkle Seite zu akzeptieren.
Am Ende der achten Staffel wird Debra von dem „Brain-Surgeon“-Killer angeschossen und fällt wenig später schlaganfallbedingt ins Koma. Dexter, der dieses Schicksal für seine Schwester nicht ertragen will, trennt Debra von den sie am Leben erhaltenden Geräten und versenkt ihren Leichnam im Ozean.
In den Büchern heißt Dexters Schwester Deborah.

#### Harry Morgan
Dexters verstorbener Adoptivvater war ein angesehener Polizist beim Miami-Dade Police Department und erkannte früh, dass Dexter durch traumatische Erlebnisse vor seiner Adoption keine normale Entwicklung zu einem lebensfrohen Menschen durchlaufen würde. Durch viele hilfreiche Tipps zum „normalen“ Umgang mit anderen Menschen hilft er Dexter, nach außen die Fassade zu wahren und seine Triebe nur gegen jene zu lenken, die es seiner Ansicht nach verdient hätten. Harry ist zum Zeitpunkt der Handlung der Serie bereits gestorben und erscheint nur in Rückblenden und in Dexters Vorstellung.
Harry beging Suizid, als er Dexter beim Zerschneiden einer Leiche erwischte. Er wählte diesen Weg, weil er bemerkte, dass er mit Dexter ein Monster geschaffen hatte. Es stellt sich erst am Ende der Serie heraus, dass Harry, bevor er begann, Dexter den Kodex zu lehren, sich von einer Psychologin, Dr. Evelyn Vogel, beraten ließ. „Harrys Kodex“ war letztlich ihre Idee, die Harry an Dexter umsetzen konnte.

#### Angelo „Angel“ Batista
Angel arbeitet mit Debra und Dexter zusammen beim Morddezernat. Auch wenn er Dexters Begeisterung für Blut nicht teilt, hält er ihn trotzdem für einen seiner besten Kollegen und Freunde. Er hat eine Tochter, zu der er nach der Scheidung von seiner Frau selten Kontakt hat. Gegen Ende der vierten Staffel heiratet er nach kurzer Beziehung LaGuerta. Die Ehe scheitert im Vorfeld der sechsten Staffel. In der achten Staffel steigt Batista zum Lieutenant auf.

#### Maria LaGuerta

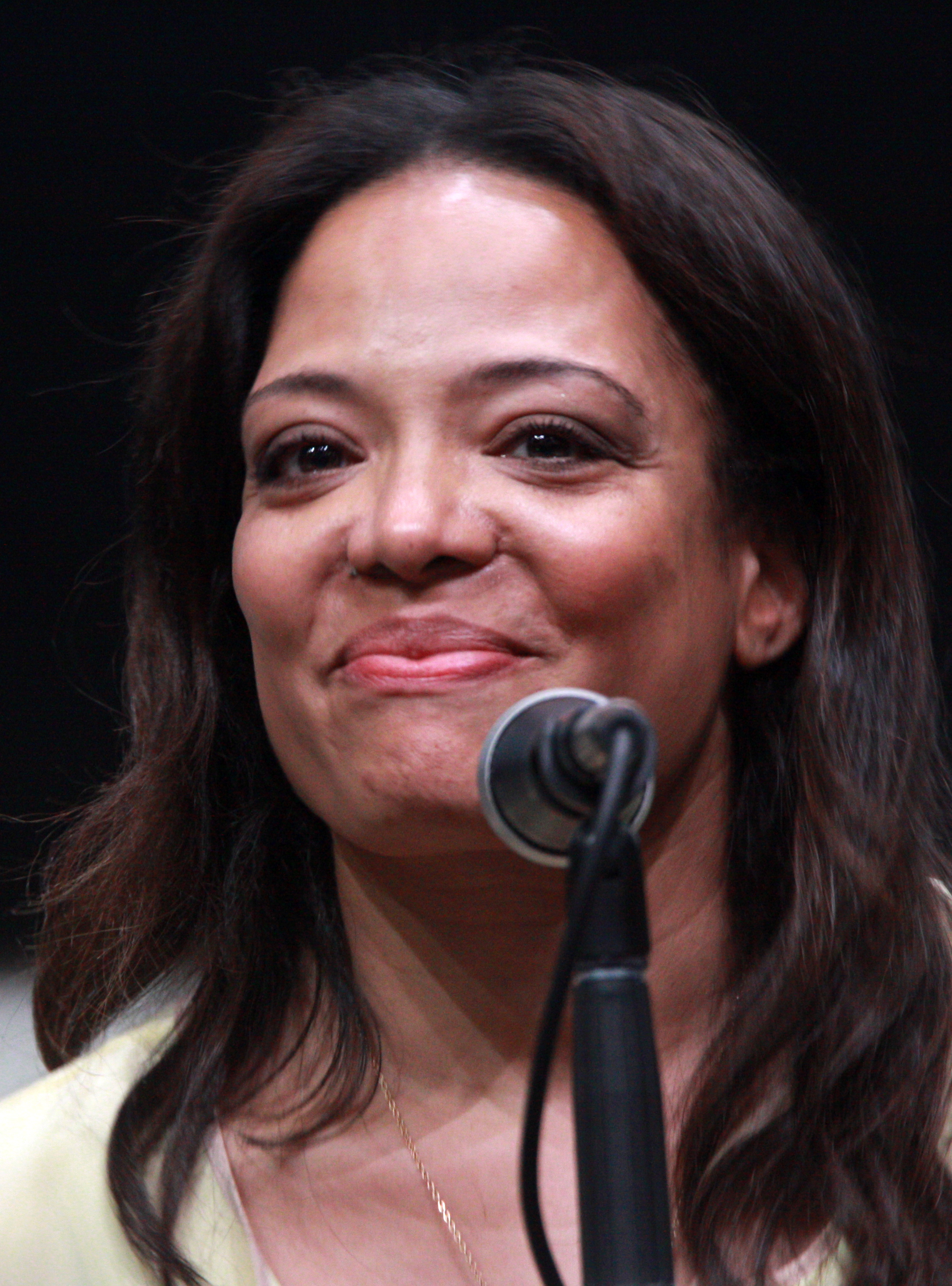
Lauren Vélez (2013)

LaGuerta ist die ehrgeizige Abteilungsleiterin des Morddezernats. Sie macht weder aus ihrer Abneigung gegenüber Debra noch aus ihrer Zuneigung zu Dexter (in den ersten Staffeln) einen Hehl. Sie war die frühere Freundin und Polizeipartnerin von Sgt. Doakes und ist trotz dessen vermeintlicher Überführung als Bay-Harbor-Metzger stets von dessen Unschuld überzeugt.
Zwischenzeitlich degradiert, wird sie von ihrer eher menschlichen Seite gezeigt und heiratet Angel Batista. Die Ehe hält nicht lange und wird im Vorfeld der sechsten Staffel geschieden.
LaGuerta wird zu Beginn der sechsten Staffel zum Captain befördert, nachdem sie ihren früheren Vorgesetzten mit kompromittierenden Fotos erpresst hatte. Als Captain sabotiert sie Debras Arbeit als Lieutenant, in der Hoffnung, sie durch Batista, mit dem sie weiterhin befreundet ist, ersetzen zu können. In dieser Zeit beginnt sie heimlich erneut mit der Aufarbeitung der Bay-Harbor-Metzger-Fälle, da sie nach wie vor Sgt. Doakes' Unschuld beweisen will. Durch ihre Ermittlungen kommt sie Dexters Geheimnis auf die Spur und wird am Ende der siebten Staffel von Debra erschossen, nachdem sie versucht hatte, Dexter in eine Falle zu locken und so als Mörder zu entlarven.

#### Rita Bennett
Rita Bennett ist zuerst die Freundin, ab Ende der dritten Staffel die Ehefrau von Dexter. Von ihrem gewalttätigen Ex-Mann Paul hat Rita zwei Kinder, Astor und Cody. Sie braucht lange Zeit, um den Missbrauch durch Paul zu verarbeiten. Die Beziehung zu Rita ist anfangs nur Teil von Dexters Tarnung als „normale“ Person. Später entwickelt sie sich darüber hinaus; als Rita schwanger mit ihrem gemeinsamen Sohn Harrison wird, heiraten die beiden. Am Ende der vierten Staffel wird Rita von dem Serienmörder „Trinity“ ermordet, der sich so an Dexter rächt.

#### James Doakes
James Doakes ist der einzige im Dezernat, der Dexter nicht ausstehen kann. Seine unbekümmerte Art geht ihm auf die Nerven; Dexters Faszination für Blut jagt Doakes kalte Schauer über den Rücken. Für Dexter wird dies immer mehr zum Problem, da Doakes konkretere Verdachtsmomente erhält und ihm immer weniger traut. Im Laufe der zweiten Staffel bekommt Doakes Dexters Geheimnis heraus und versucht, ihn als den „Bay-Harbor-Metzger“ zu überführen. Allerdings unterschätzt er Dexter, indem er ihn allein in der Nähe einer völlig abgeschiedenen Hütte zur Rede stellt. Daraufhin nimmt Dexter ihn gefangen und beginnt, Beweise gegen ihn zu streuen. Am Ende der zweiten Staffel wird Doakes von Dexters Suchtbetreuerin und Pyromanin Lila, die krankhaft in Dexter verliebt ist, gefunden und ermordet. So verhindert sie, dass Dexter als der Bay-Harbor-Metzger enttarnt wird. Dadurch und aufgrund der falschen Beweise, die Dexter im Vorfeld gegen Doakes legt, wird dieser von der Polizei zum Mörder erklärt und die Ermittlungen in den Mordfällen des Bay-Harbor-Metzgers eingestellt.

#### Vincent „Vince“ Masuka
Vince Masuka ist der leitende Forensiker der Miami Metro Police, der vor allem wegen seiner derben Witze und seines seltsamen Sinns für Humor unangenehm auffällt. Er gilt als pervers, hat wenige Freunde und ein gestörtes Verhältnis zu Frauen. Seine gewissenhaft und gründlich stattfindende Arbeit wird davon jedoch nicht beeinflusst. In der achten Staffel erfährt er, dass er eine erwachsene Tochter hat.

#### Joseph Quinn

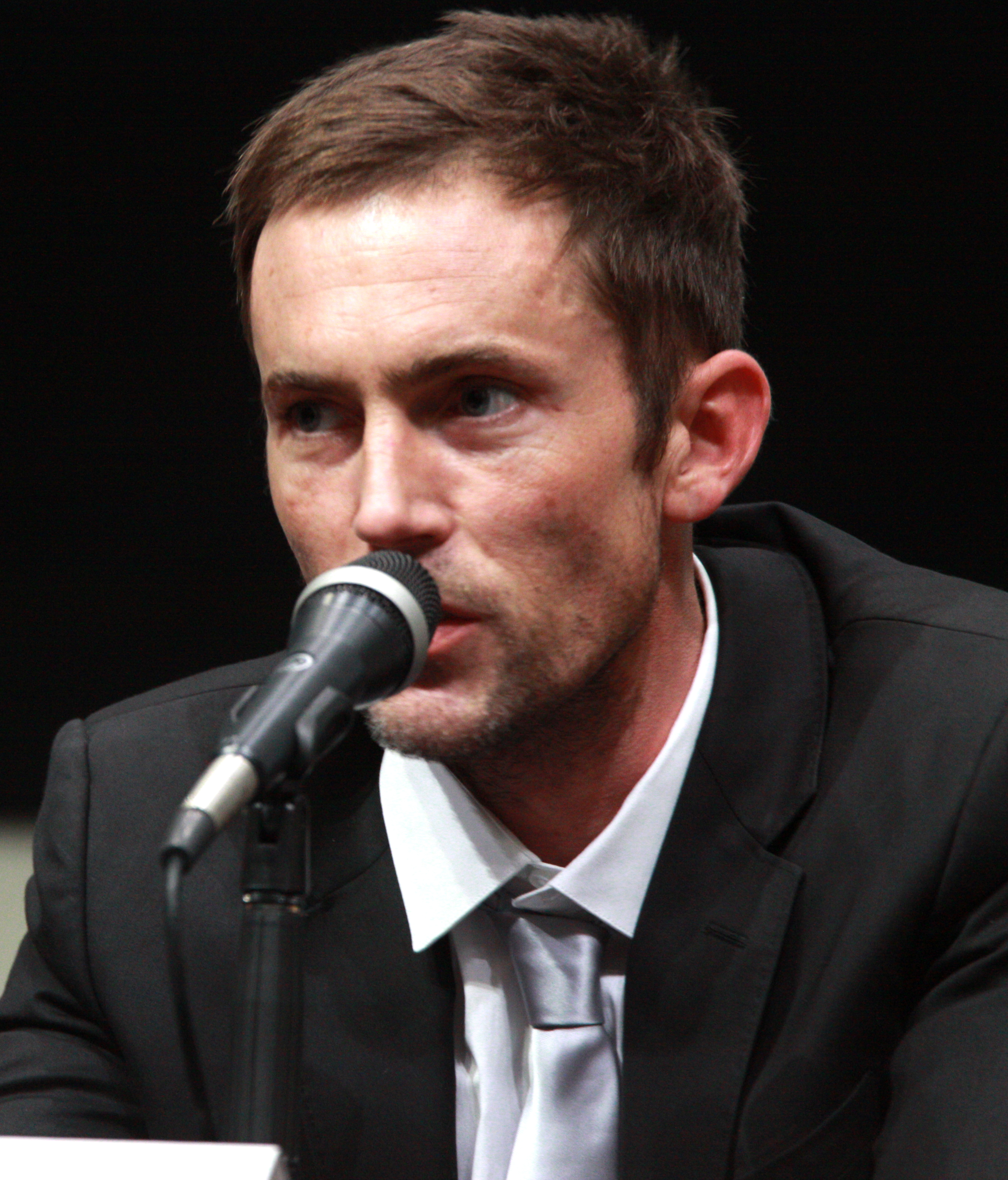
Desmond Harrington (2013)

Joseph Quinn wird in der dritten Staffel zum Morddezernat versetzt und ist fortan Debra Morgans Partner bei polizeilichen Ermittlungen. Er scheint ein reicher Erbe zu sein, wovon sein Auto und sein Haus zeugen. Zu Anfang der Staffel wird intern gegen ihn ermittelt, angeblich wegen Korruption und Unterschlagung. Er beginnt eine Beziehung mit Debra, welche nach einem von Debra abgelehnten Heiratsantrag scheitert. In der fünften Staffel verdächtigt Quinn Dexter, etwas mit dem Mord an dessen Frau Rita zu tun zu haben und ermittelt heimlich gegen ihn. Schließlich stellt er dies ein, nachdem er selbst mit einem Mordfall in Verbindung gebracht und durch Dexters gefälschte Blutspurenanalyse entlastet wird.
Als er erfährt, dass Debra sich von ihrer Verletzung durch den „Brain-Surgeon“-Killer nicht mehr erholen wird, ist Quinn am Boden zerstört. Obwohl Batista und Quinn anhand des Überwachungsvideos von Dexters vermeintlich in Notwehr begangenem Mord an Daniel Vogel ganz klar erkennen können, dass sich mehr hinter der gezielten Brutalität, mit der Dexter dabei vorging, verbergen könnte, schützen sie ihn vor der Öffentlichkeit und der Justiz.

### Kurzzeitige Hauptfiguren
Neben den ständigen Charakteren der Serie nehmen in jeder Staffel noch weitere in der Regel neueingeführte Personen eine wichtige Rolle ein. Diese sind im Gegensatz zu den bei den Hauptfiguren aufgelisteten Charakteren nur in der jeweiligen Staffel, in der sie als Protagonist wirken, von Bedeutung. Dennoch haben sie großen Einfluss auf den Fortlauf der Serie und der Entwicklung aller anderen Figuren, weshalb sie hier ebenfalls aufgeführt werden.

#### Lumen Pierce – Staffel 5

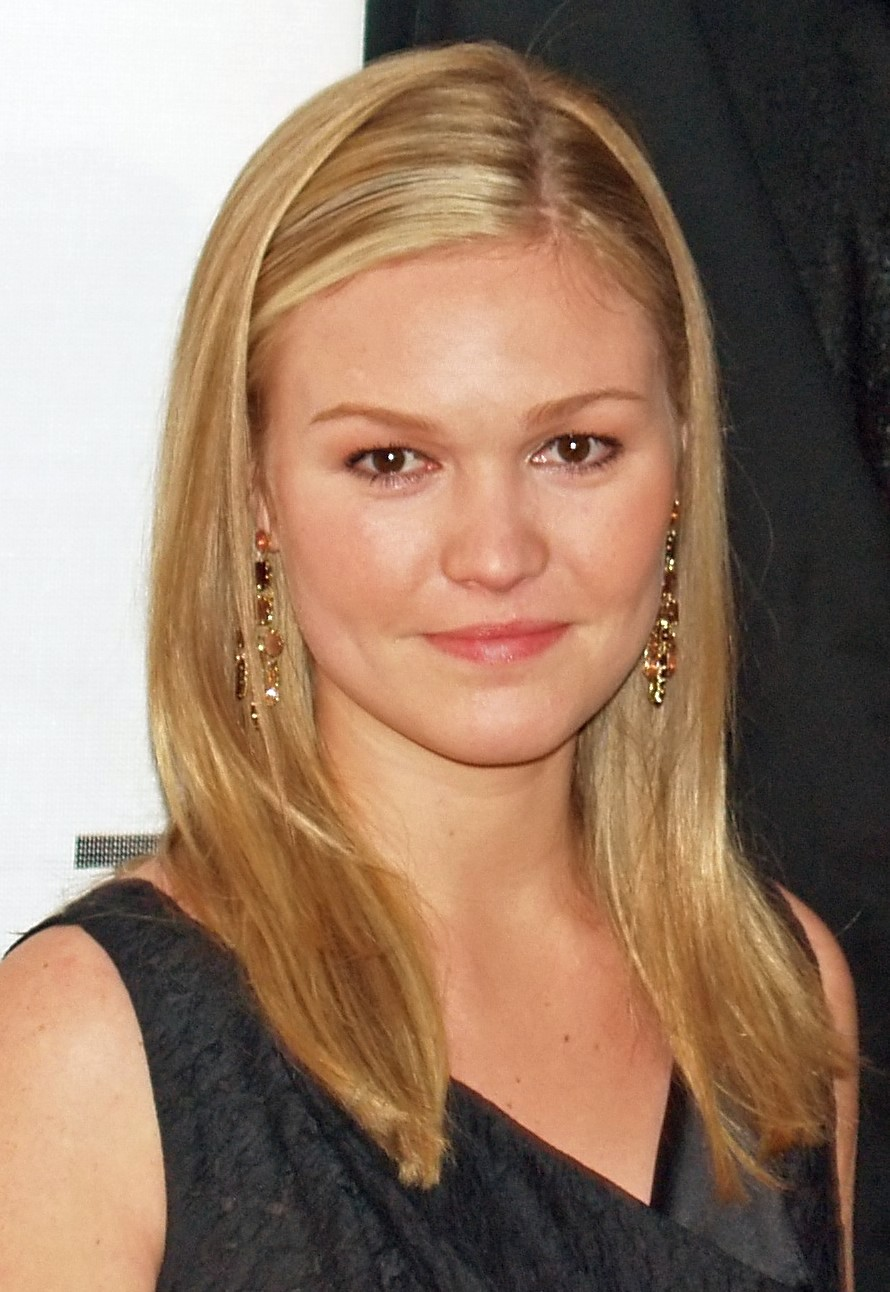
Julia Stiles (2007)

Lumen wird in der fünften Staffel von einer Gruppe festgehalten, die ihre Opfer vergewaltigen, misshandeln und töten. Nachdem Dexter einen ihrer Peiniger tötet, findet er sie und hält sie zunächst ebenfalls gefangen, bis sie Vertrauen zu ihm gewinnt. Durch ihre traumatischen Erlebnisse wünscht sie sich, ihre Peiniger aus Rache zu töten. Dexter versucht erfolglos, sie von diesem Gedanken abzubringen, und entscheidet sich schließlich, ihr zu helfen. Er lässt sie in sein altes Haus, in dem Rita ermordet wurde, einziehen und beginnt eine Beziehung mit ihr. Dies hält Dexter vor seiner Schwester und seinen Bekannten allerdings komplett geheim bzw. „tarnt“ Lumen als Mieterin. Gemeinsam töten sie nacheinander Lumens Peiniger. Nach den Morden verlässt Lumen Dexter, da sie nun ihren Frieden gefunden hat und ihr Leben normal weiterführen möchte, während Dexter sie wahrscheinlich wirklich geliebt hat. Mit Dexter, der aufgrund seines Dranges weiterhin töten wird, sieht sie aber dennoch keine Zukunft. Lumen gehört somit zu den wenigen Menschen in Dexters Leben, die sein Geheimnis kennen und auf freiem Fuß sind.

#### Hannah McKay – Staffel 7 und 8
Hannah McKay ist eine Serienmörderin, in welche sich Dexter in der siebten Staffel verliebt. Nachdem sie versucht hat, Debra zu vergiften, sorgt Dexter dafür, dass sie wegen Mordes ins Gefängnis kommt. Ihr gelingt durch Vortäuschung eines medizinischen Notfalls die Flucht, und sie taucht unter. In der achten Staffel erscheint sie plötzlich erneut. Sie hat inzwischen einen wohlhabenden Casinoketten-Besitzer geheiratet, der ihre wahre Identität schützt. Hannah tötet ihn kurz darauf, und Dexter hilft ihr bei der Beseitigung der Leiche. Da Dexter und Hannah sich nach wie vor lieben, beschließen die beiden, Miami zu verlassen und gemeinsam mit Dexters Sohn Harrison nach Argentinien zu ziehen. Zusammen mit Harrison reist sie später dorthin, darauf wartend, dass Dexter, der in Miami noch etwas zu erledigen hat, ihnen bald nachkommt. Allerdings entscheidet sich Dexter im letzten Moment dagegen und täuscht stattdessen seinen eigenen Tod vor. Er ist nämlich überzeugt davon, dass er die Leben von Hannah und Harrison genau wie das von Debra früher oder später zerstören würde.

#### Dr. Evelyn Vogel – Staffel 8
Dr. Vogel taucht in der achten Staffel auf. Als bekannte auf Serienkiller spezialisierte Neuro-Psychiaterin hat sie die Aufgabe, am „Brain-Surgeon“-Killer-Fall zu arbeiten. Dabei offenbart sie Dexter, dass sie es war, die gemeinsam mit seinem Pflegevater damals „Harrys Kodex“ entwickelt hat. Dexter sieht Dr. Vogel bald als eine Art (Ersatz-)Mutter. Als sich herausstellt, dass der Brain-Surgeon-Killer ihr totgeglaubter Sohn Daniel ist, ist sie zwischen diesem und Dexter hin- und hergerissen. Nach längerem Zögern entwickelt sie mit Dexter einen Plan, um Daniel umzubringen. Dieser bemerkt jedoch die Falle und tötet seine Mutter.

## Besetzung und Synchronisation
Die deutsche Synchronisation der Serie wurde durch die RRP Media in Berlin vertont. Die Dialogbücher wurden von Sabine Sebastian, Andreas Hinz und Thomas Maria Lehmann verfasst. Die Dialogregie führten Hinz, Stefan Fredrich, Julien Haggége und Rainer Raschewski.
| Schauspieler       | Rolle                                     | Synchronsprecher          | Bild                      | Hauptrolle (Episoden) | Nebenrolle (Episoden)           |
| ------------------ | ----------------------------------------- | ------------------------- | ------------------------- | --------------------- | ------------------------------- |
| Michael C. Hall    | Dexter Morgan/Moser                       | Dennis Schmidt-Foß        | Michael C. Hall (2012)    | 1.01–8.12             |                                 |
| Jennifer Carpenter | Ofcr./Det./Lt. Debra Morgan               | Ilona Brokowski           | Jennifer Carpenter (2012) | 1.01–8.12             |                                 |
| David Zayas        | Det./Sgt./Lt. Angel Batista               | Sebastian Christoph Jacob | David Zayas (2013)        | 1.01–8.12             |                                 |
| James Remar        | Det. Harry Morgan                         | Jan Spitzer               | James Remar (2010)        | 1.01–8.12             |                                 |
| Lauren Vélez       | Lt./Capt. Maria LaGuerta                  | Iris Artajo               | Lauren Vélez (2013)       | 1.01–7.12             |                                 |
| Julie Benz         | Rita Bennett                              | Uschi Hugo                | Julie Benz (2012)         | 1.01–4.12             | 5.01                            |
| Erik King          | Sgt. James Doakes                         | Oliver Siebeck            | Erik King (2013)          | 1.01–2.12             | 7.12                            |
| C. S. Lee          | Vince Masuka                              | Rainer Fritzsche          | C. S. Lee (2010)          | 2.01–8.12             | 1.01–1.12                       |
| Desmond Harrington | Det. Joseph „Joey“ Quinn                  | David Nathan              | Desmond Harrington (2013) | 4.01–8.12             | 3.01–3.12                       |
| Aimee Garcia       | Jamie Batista                             | Luisa Wietzorek           | Aimee Garcia (2014)       | 8.01–8.12             | 6.01–7.12                       |
| Geoff Pierson      | Deputy Chief/Captain Tom Matthews         | Ernst Meincke             | Geoff Pierson 2006        |                       | 1.01–2.12, 4.05–4.12, 6.01–6.11 |
| Geoff Pierson      | Deputy Chief/Captain Tom Matthews         | Reinhard Kuhnert          | Geoff Pierson 2006        | 8.01–8.12             | 5.06–5.07; 7.09–7.12            |
| Christina Robinson | Astor Bennett                             | Emma Raschewski           |                           |                       | 1.01–3.12                       |
| Christina Robinson | Astor Bennett                             | Lilly Sumner              |                           |                       | 4.01–5.12, 7.08                 |
| Daniel Goldman     | Cody Bennett                              | Jonas Frenz               |                           |                       | 1.01–1.12                       |
| Preston Bailey     | Cody Bennett                              | Jonas Frenz               |                           |                       | 2.01–5.12, 7.08                 |
| Christian Camargo  | Rudy Cooper/Brian Moser/Kühllaster-Killer | Timmo Niesner             | Christian Camargo (2008)  |                       | 1.05–2.02, 6.06–6.07            |
| Keith Carradine    | Frank Lundy                               | Erich Räuker              | Keith Carradine (2007)    |                       | 2.01–2.12, 4.01–4.04            |
| Jaime Murray       | Lila Tournay/West                         | Claudia Urbschat-Mingues  | Jaime Murray (2012)       |                       | 2.03–2.12                       |
| Jimmy Smits        | Miguel Prado                              | Detlef Bierstedt          | Jimmy Smits (2016)        |                       | 3.01–3.12                       |
| Courtney Ford      | Christine Hill                            | Tanja Schmitz             |                           |                       | 4.01–4.12                       |
| John Lithgow       | Arthur Mitchell/Trinity-Killer            | Bodo Wolf                 |                           |                       | 4.01–4.12                       |
| Julia Stiles       | Lumen Pierce                              | Ranja Bonalana            | Julia Stiles (2007)       |                       | 5.03–5.12                       |
| Jonny Lee Miller   | Jordan Chase/Eugene Greer                 | Jaron Löwenberg           | Jonny Lee Miller (2017)   |                       | 5.02–5.03, 5.07–5.12            |
| Peter Weller       | Stan Liddy                                | Frank Glaubrecht          | Peter Weller (2016)       |                       | 5.05–5.12                       |
| Mos Def            | Brother Sam                               | Jan-David Rönfeldt        | Mos Def (2008)            |                       | 6.02–6.06                       |
| Colin Hanks        | Travis Marshall/Doomsday-Killer           | Julien Haggège            | Colin Hanks (2015)        |                       | 6.01–6.12                       |
| Edward James Olmos | Professor James Gellar                    | Uli Krohm                 | Edward James Olmos (2009) |                       | 6.01–6.10                       |
| Billy Brown        | Mike Anderson                             |                           |                           |                       | 6.03–7.01                       |
| Ray Stevenson      | Isaak Sirko                               | Torsten Michaelis         | Ray Stevenson (2014)      |                       | 7.01–7.09                       |
| Yvonne Strahovski  | Hannah McKay                              | Sonja Spuhl               | Yvonne Strahovski (2014)  |                       | 7.03–7.12, 8.06–8.12            |
| Charlotte Rampling | Dr. Evelyn Vogel                          | Karin Buchholz            | Charlotte Rampling (2011) |                       | 8.01–8.10                       |

Anmerkungen:
1. ↑  Einige Figuren haben im Laufe der Serie mehrere Amtsbezeichnungen.

## Spin-Offs

### Dexter: New Blood
Am 15. Oktober 2020 wurde bekannt, dass Dexter im Herbst 2021 eine 10 Folgen umfassende Fortsetzung mit dem Namen Dexter: New Blood erhalten soll. Die Miniserie spielt in der fiktiven Stadt Iron Lake, Upstate New York. Dexter Morgan wird weiterhin von Michael C. Hall verkörpert. Sie spielt zehn Jahre nachdem Dexter während des Hurrikan Laura verschwand und zu unbestimmter Zeit später als einsamer, zurückgezogener Holzfäller gesichtet wurde.
Laut Showtime soll Michael Cyril Creighton in sieben der zehn neuen Folgen als Besitzer eines beliebten Fischladens als Fred Jr. mitspielen. Als Dexters Gegenspieler wurde Clancy Brown nominiert. Er wird die Rolle von Kurt Caldwell einnehmen. Der einstige Lkw-Fahrer soll sich in Iron Lake als inoffizieller Bürgermeister hochgearbeitet haben. Weiter Besetzungen sind: Julia Jones als Angela Bishop, Johnny Sequoyah als Audrey Bishop, Alano Miller als Logan, Jack Alcott als Randall und David Magidoff als Teddy Reed.
Am 11. Februar 2021 gab The Hollywood Reporter bekannt, dass Jamie Chung und Oscar Wahlberg den Cast der neunten Staffel beitreten werden.
Als Showrunner wird Clyde Phillips (Staffel 1–4) zurückkehren.
Des Weiteren soll John Lithgow in seiner Rolle als Trinity Killer zurückkehren, allerdings ist noch unbekannt, wie groß sein Auftritt sein wird. Ebenfalls in ihrer alten Rolle zurückkehren soll Jennifer Carpenter, wobei es sich hier höchstwahrscheinlich um Rückblenden handeln wird.
Am 25. Juli 2021 veröffentlichte Showtime auf der virtuellen Comic-Con den ersten Trailer zur neuen limitierten Serie, die statt Staffel 9 Dexter: New Blood heißen wird. Ein am 9. September 2021 veröffentlichter Trailer bestätigte zudem die Rückkehr von Dexters Sohn Harrison, gespielt von Jack Alcott, dessen Rolle zuvor noch mit Randall betitelt wurde.

### Dexter: Original Sin
Nachdem zunächst eine zweite Staffel von Dexter: New Blood geplant war, kündigte Paramount Pictures im Juli 2024 zunächst an, stattdessen zwei neue Spin-Offs zu produzieren. Unter dem Titel Dexter: Original Sin entstand ein Prequel und stellt die Zeit von Dexter im Jahr 1991 dar. Damit spielt die Serie zeitlich 15 Jahre vor der Originalserie. Die zehn Episoden wurden vom 13. Dezember 2024 bis zum 14. Februar 2025 bei Paramount+ veröffentlicht.

### Dexter: Wiedererwachen
Das zweite Spin-Off Dexter: Wiedererwachen soll die Fortsetzung von New Blood darstellen. Aus dem Originalcast sind Michael C. Hall, David Zayas und James Remar wieder dabei. Neu zum Cast stoßen unter anderem Peter Dinklage, Uma Thurman und Krysten Ritter. Als Showrunner übernimmt auch hier wieder Clyde Phillips. Produziert wird die Serie von Showtime Studios und Counterpart Studios. Drehbeginn war im Januar 2025 in New York City und die Veröffentlichung soll voraussichtlich im Juni 2025 folgen.

## Ausstrahlung

### Vereinigte Staaten
Die erste Staffel wurde in den USA vom 1. Oktober bis zum 17. Dezember 2006 auf dem Kabelsender Showtime ausgestrahlt. Die zweite Staffel wurde vom 30. September bis zum 16. Dezember 2007 ausgestrahlt. Die dritte Staffel startete am 28. September und endete am 14. Dezember 2008. Die vierte Staffel war vom 27. September bis zum 13. Dezember 2009 auf Showtime zu sehen. Eine fünfte Staffel wurde zwischen dem 26. September und dem 12. Dezember 2010 ausgestrahlt. Am 2. Dezember 2010 berichtete E! Online, dass Showtime Dexter für eine sechste Staffel verlängert hat, zu deren Dreharbeiten im Frühjahr 2011 stattfanden. Die Ausstrahlung der sechsten Staffel begann am 2. Oktober und endete am 18. Dezember 2011.
Nach längeren, aber erfolgreichen Vertragsverhandlungen zwischen Sender und Hauptdarsteller Hall wurde die Serie Mitte November 2011 für eine siebte und achte Staffel mit je zwölf Folgen verlängert. Die Dreharbeiten zur siebten Staffel begannen im Frühjahr 2012 für eine erfolgte Premiere am 30. September 2012. Die achte und letzte Staffel der Serie startete – früher als bei den bisherigen Seasons – am 30. Juni und endete am 22. September 2013.
Showtimes Muttergesellschaft CBS erwarb im Frühjahr 2008 die Rechte an der Serie für eine FreeTV-Ausstrahlung, diese Episoden waren allerdings in geschnittener Fassung zu sehen.

### Schweiz
In der Schweiz zeigte der Sender SRF zwei die erste Staffel vom 1. September bis zum 17. November 2008 als Free-TV-Premiere. Die zweite Staffel wurde ebenfalls als Free-TV-Premiere zwischen dem 4. Oktober und dem 20. Dezember 2009 ausgestrahlt. Die dritte wurde ab dem 5. Dezember 2010 als Free-TV-Premiere gesendet. Die vierte Staffel wurde vom 5. Dezember 2011 bis zum 27. Februar 2012 ausgestrahlt.

### Deutschland
Im Pay-TV lief die Pilotfolge exklusiv am 24. Februar 2008 auf Premiere 1 (heute Sky). Die regelmäßige Ausstrahlung der ersten drei Staffeln war seit dem 28. Februar 2008 ebenfalls dort zu sehen. Sky strahlte die vierte Staffel ab dem 18. Oktober 2010 und die fünfte ab dem 12. September 2011 als Deutschlandpremiere aus. Ausstrahlungsbeginn der sechsten Staffel war bei Sky Atlantic HD am 22. August 2012. Die siebte Staffel zeigte der Sender ab dem 20. Juni 2013. Die achte und letzte Staffel startete am 19. Juni 2014 auf Sky Atlantic HD.
Im Free-TV lief die erste Staffel zwischen dem 29. September und dem 15. Dezember 2008 auf RTL II. Die zweite Staffel lief dort zwischen dem 28. Februar und dem 4. April 2010. Die Ausstrahlung der dritten Staffel fand vom 15. Mai 2011 bis zum 31. Juli 2011 ebenfalls dort im Spätabendprogramm statt. Der Sender RTL II zeigte alle 12 Folgen der vierten Staffel vom 23. bis zum 25. August 2013 an einem Wochenende. Die fünfte Staffel lief zwischen dem 18. Mai und dem 9. Juni 2014 auf RTL II.
Seit dem 18. September 2015 wiederholt Tele 5 zunächst die fünf bereits bei RTL II gezeigten Staffeln und plant anschließend die verbleibenden drei Staffeln erstauszustrahlen.
Sowohl Sky als auch RTL II und Tele 5 strahlen Dexter wahlweise auch in HDTV aus.

### Österreich
ORF eins sendete die erste Staffel zwischen dem 29. September und dem 8. Dezember 2008 in Zwei-Kanal-Tontechnik. Die zweite Staffel lief dort zwischen dem 2. November 2009 und dem 18. Januar 2010, die dritte zwischen dem 3. Januar und dem 21. März 2011. Der Start für die vierte Staffel war der 30. Januar 2012. Die Free-TV-Premiere der fünften Staffel zeigte der ORF am 11. März 2013, die der sechsten Staffel am 15. September 2014.

## Trivia
- Dexters Tarnname in der Datenbank der Drug Enforcement Administration zur Beschaffung des Betäubungsmittels Etorphin, mit dem er seine Opfer lähmt, lautet Dr. Patrick Bateman, der Name der Titelfigur des Romans American Psycho. Diesen Tarnnamen verwendet er auch im Prequel Dexter: Original Sin in Staffel 1, Folge 3, um sich unter falschem Namen bei einem Kredithai, der später in dieser Folge sein Opfer wird, Geld zu leihen.
- Debra betrachtet das Buch Die Eisprinzessin als ihre Biografie, bis ihr dargelegt wird, dass der Autor Kinderbücher verfasst. In der Disney-Verfilmung Die Eisprinzessin spielt Erik King alias Sgt. James Doakes mit.
- Michael C. Hall und Jennifer Carpenter, die in der Serie Geschwister spielten, wurden während der Dreharbeiten 2007 ein Paar und heirateten am 31. Dezember 2008. Im Dezember 2011 wurden die beiden wieder geschieden.[36]
- Keith Carradine, der Special Agent Frank Lundy in Staffel 2 und 4 porträtiert, spielte in der Serie Criminal Minds einen Serienkiller und hieß dort ebenfalls Frank.
- Das Staffelfinale der vierten Staffel brach den Quotenrekord des Senders Showtime mit 2,6 Millionen Zuschauern. Damit übertraf Dexter den Rekord von 1999, als Showtime einen Boxkampf mit Mike Tyson zeigte. Auch das Serienfinale stellte mit 2,8 Millionen Zuschauern einen neuen Rekord für Showtime auf.[37]
- In Deutschland wurden die meisten Episoden ab 16 Jahren freigegeben. Mehrere wurden jedoch nur für Erwachsene (keine Jugendfreigabe) freigegeben.
- Dexter wurde bei den Simpsons in „Treehouse of Horror XXII“ in der zweiten Geschichte „Dial D for Diddly“ und in Folge 2x15 („The Stalking Dead“) von Ugly Americans parodiert.
- In Folge 1x09 packen Dexter und sein Bruder Rudy, der ebenfalls Serienmörder ist, Hausrat zusammen. In einer Einstellung kann man sehen, dass Dexter und Rudy die Sachen in ihrer jeweils charakteristischen Art verpacken, nämlich genauso wie ihre Leichenteile: Dexter packt die Dinge in Müllsäcke und verwendet Klebeband, während Rudy braunes Packpapier und Stricke verwendet.
- In der achten Staffel wurde die Rolle des Angel Batista nicht immer von dem Schauspieler David Zayas dargestellt, bei manchen Einstellungen verkörperte sein Sohn David Zayas Jr. die Rolle.
- Vor den Dreharbeiten zur fünften Staffel erkrankte Hall an einem Hodgkin-Lymphom, stand aber dennoch für die Dreharbeiten vor der Kamera.
- Julie Benz, welche die Rita Bennett darstellt, sprach ursprünglich für die Rolle der Debra Morgan vor.
- David Zayas war, bevor er Schauspieler wurde, genau wie seine Serienrolle Polizist.
- Die Schauspieler Erik King, David Zayas und Lauren Vélez standen schon für die Serie Oz – Hölle hinter Gittern gemeinsam vor der Kamera.
- Im Juli 2015 veröffentlichte der Spieleentwickler und -publisher BlooBuzz das Wimmelspiel Dexter: Hidden Darkness für Android und iOS, welches auf der Serie basiert.[38]
- Jennifer Carpenter und Desmond Harrington standen für die Serie Limitless (2015) einige Folgen gemeinsam vor der Kamera.
- Keith Gordon, der in zehn Episoden Regie führte, hatte auch in der vierten Staffel eine Nebenrolle.

## Rezeption
| Kritikenbarometer: Bewertung nach Staffel                                                                            |
| --- |
| 10080604020082Staffel 17796Staffel 28572Staffel 37888Staffel 47784Staffel 57640Staffel 66279Staffel 78133Staffel 871 |
| - Rotten Tomatoes - Metacritic                                                                                       |

Dexter wurde in den Vereinigten Staaten überwiegend positiv aufgenommen; dabei kam es jedoch zu starken Schwankungen zwischen den verschiedenen Staffeln (siehe rechtsstehende Grafik). Staffel 2 und 4 erreichten bei Rotten Tomatoes die jeweils höchste Bewertung während bei Metacritic Staffel 2 und 7 am besten bewertet wurden.
In Deutschland zeigten sich die Kritiker auch weitgehend positiv gestimmt. Zum Anlass der Ausstrahlung der ersten Staffel auf RTL II schrieb Thomas Hoffmann in der Welt, dass Dexter ein morbider Spiegel für jeden sei, der sich selbst zu kennen glaube. Der Zuschauer verschlinge Folge um Folge. Florian Zettel meinte in der Süddeutschen Zeitung, der Plot der Serie sei filmisch dermaßen exzellent umgesetzt, dass Dexter aus dem üblichen US-Serien-Allerlei herausrage. Außerdem schrieb er: „[…] es ist die Melange aus Bildern und Musik, die der Serie eine Stimmung verleiht, die Dexter in den Olymp des Krimi-Genres hebt“. Und Nina Rehfeld war in der FAZ der Meinung, die Serie habe als schwarze Tragikomödie begonnen, sei aber mit der Zeit immer düsterer geworden. Die erzählerische Konstellation von Dexter sei kompliziert.

## Auszeichnungen
Dexter gewann insgesamt 45 Preise und erhielt 182 weitere Nominierungen. Gewonnen wurden unter anderem zwei Golden Globes, vier Emmy Awards und sieben Satellite Awards.

## DVD-Veröffentlichung
Deutschland
- Staffel 1 erschien am 23. Oktober 2009
- Staffel 2 erschien am 22. April 2010
- Staffel 3 erschien am 7. April 2011
- Staffel 4 erschien am 9. Februar 2012
- Staffel 5 erschien am 4. Oktober 2012
- Staffel 6 erschien am 6. Juni 2013
- Staffel 7 erschien am 5. Dezember 2013
- Staffel 8 erschien am 5. Juni 2014

Vereinigte Staaten
- Staffel 1 erschien am 21. August 2007
- Staffel 2 erschien am 19. August 2008
- Staffel 3 erschien am 18. August 2009
- Staffel 4 erschien am 17. August 2010
- Staffel 5 erschien am 16. August 2011
- Staffel 6 erschien am 14. August 2012
- Staffel 7 erschien am 14. Mai 2013
- Staffel 8 erschien am 12. November 2013

Großbritannien
- Staffel 1 erschien am 19. Mai 2008
- Staffel 2 erschien am 30. März 2009
- Staffel 3 erschien am 16. August 2010
- Staffel 4 erschien am 29. November 2010
- Staffel 5 erschien am 5. September 2011
- Staffel 6 erschien am 18. Juni 2012
- Staffel 7 erschien am 3. Juni 2013
- Staffel 8 erschien am 2. Dezember 2013